# Droit public du Canada
Le droit public du Canada inclut le droit constitutionnel, le droit administratif, le droit pénal, le droit fiscal et le droit judiciaire public. 

## Droit criminel
La promulgation des lois criminelles est sous la juridiction exclusive du gouvernement fédéral; cette situation se trouve à l'antipode du système de lois criminelles des États-Unis, et constitue un revirement notable de la formule usuelle des provinces canadiennes fortes et des États américains faibles. Par conséquent, le Canada possède un Code criminel qui s'applique partout au travers le pays. Les provinces promulguent cependant, chacune séparément, des infractions « quasi-criminelles » dans divers champs administratifs et autres. L'administration de la justice et des punitions est sous la compétence provinciale, donc chaque province gère la plupart des lois pénales et criminelles par les forces policières provinciales et municipales.
Avant l'entrée en vigueur de la Charte canadienne des droits et libertés en 1982, il était plutôt commun pour une loi provinciale d'être défiée devant les tribunaux comme étant une loi criminelle, et par conséquent, comme étant au-delà des compétences législatives de la province en question. Par exemple, plusieurs lois provinciales qui essayaient de restreindre la pornographie, la prostitution et les procédures d'avortement étaient invalidées et considérées comme étant des lois criminelles.

## Droit judiciaire public
- - Procédure pénale
  - Procédure administrative